# Géronte (métropolite de Moscou)
Géronte (décédé le 28 mai 1489) fut métropolite de Moscou et de toute la Russie de 1473 à 1489.